# Hani Abdelhadi
Hani Abdelhadi (1980) es un deportista egipcio que compitió en levantamiento de potencia adaptado. Ganó dos medallas en los Juegos Paralímpicos de Verano, oro en Londres 2012 y bronce en Tokio 2020.

## Palmarés internacional
| Juegos Paralímpicos | Juegos Paralímpicos   | Juegos Paralímpicos | Juegos Paralímpicos |
| Año                 | Lugar                 | Medalla             | Categoría           |
| ------------------- | --------------------- | ------------------- | ------------------- |
| 2012                | Londres (Reino Unido) | Medalla de oro      | –90 kg              |
| 2020                | Tokio (Japón)         | Medalla de bronce   | –88 kg              |